# Тутунайка
Тутунайка — река в Томской области России, правый приток Чугундата. Устье реки находится в 11 км от устья Чугундата по правому берегу. Протяжённость реки 19 км Высота устья 106 м.. Высота истока 153 м.
На реке располагается деревня Рождественка.

## Данные водного реестра
По данным государственного водного реестра России относится к Верхнеобскому бассейновому округу, водохозяйственный участок реки — Чулым от водомерного поста села Зырянское до устья, речной подбассейн реки — Чулым. Речной бассейн реки — (Верхняя) Обь до впадения Иртыша.
Код водного объекта — 13010400312115200021308.